# Calocalanus minor
Calocalanus minor is een eenoogkreeftjessoort uit de familie van de Paracalanidae. De wetenschappelijke naam van de soort is voor het eerst geldig gepubliceerd in 1980 door Shmeleva.